# Damias imitatrix
Damias imitatrix là một loài bướm đêm thuộc phân họ Arctiinae, họ Erebidae.